# 切斯特萊恩 (伊利諾伊州)
切斯特萊恩（英語：Chestline）是位於美國伊利諾伊州亞當斯縣的一個非建制地區。該地的面積和人口皆未知。

## 地理
切斯特萊恩的座標為39°50′41″N 90°57′35″W / 39.84472°N 90.95972°W，而該地的平均海拔高度為218米（即715英尺）。